# Трудовий контракт
Трудовий контра́кт — особлива форма трудового договору, в якому:
- строк його дії;
- права;
- обов'язки і відповідальність сторін (в тому числі матеріальна);
- умови матеріального забезпечення і організації праці працівника;
- умови розірвання договору, в тому числі дострокового;

можуть встановлюватися угодою сторін. Сфера застосування контракту визначається законами України.
Контракт часто використовують як синонім договіру -- письмова угода, за яким сторони, що його уклали, мають взаємні зобов'язання. Але терміни «договір» і «контракт» не завжди тотожні.
- Дія контракту завжди обмежена певним строком.
- Контракт завжди повинен містити, крім основних, факультативні (додаткові) зобов’язання сторін.
- Контракт завжди укладається у письмовій формі, тоді як трудовий договір може бути укладений усно.

Перевага контракту перед звичайним трудовим договором в тому, що контракт дозволяє максимально індивідуалізувати кожну конкретну угоду про працю, наповнити її специфічним змістом. За задумом законодавця контракт повинен сприяти поліпшенню у договірному порядку правового статусу працівника порівняно із законодавством і колективним договором. Хоча на практиці частіше укладається з протилежною метою.

## Структура контракту
Типова структура трудового контракту:
- загальні положення, у яких передбачаються загальні обов’язки сторін із питань організації праці й виконання службово-трудових обов’язків;
- предмет контракту;
- компетенція, функції, права та обов’язки сторін контракту, термін його дії;
- умови формування й організації діяльності підрозділів підприємства (для керівників);
- умови праці;
- відповідальність сторін;
- порядок розірвання контракту;
- соціально-побутові й інші умови, необхідні для виконання прийнятих сторонами зобов’язань, з урахуванням специфіки виробництва і фінансових можливостей підприємства;
- інші умови контракту, що враховують, наприклад, характер виконуваної роботи.

Предметом контракту може бути виконання визначеної роботи для досягнення конкретного результату, або виконання протягом терміну дії контракту визначених функцій.
Сторони можуть включати в контракт будь-які умови, не заборонені законодавством. Однак умови контракту не повинні погіршувати положення працівника в порівнянні з гарантіями, передбаченими трудовим законодавством, угодами і колективним договором.
Контракт може укладатись на конкретний термін, установлюваний за згодою сторін, або на час виконання визначеної роботи. Після закінчення терміну дії контракту він може бути продовжений, перескладений на новий термін або розірваний. При продовженні дії контракту його умови зберігаються на новий термін, а при переукладанні потрібне узгодження умов контракту
Більш докладніше дивись Трудовий договір.